# Александар Околић
Александар Околић (Модрича, 26. јун 1993) је српски одбојкаш. Висок је 205 cm и игра на позицији средњег блокера у ПАОК-у и у репрезентацији Србије.

## Играчка каријера

### Клупска каријера
Околић је одбојком почео да се бави у родној Модричи. Његов таленат није остао непримијећен, па се, као петнаестогодишњак, 2008. преселио у Београд, односно Црвену звезду, са којом је освојио четири титуле првака Србије (2011/12, 2012/13, 2013/14, 2014/15) и три титуле побједника Купа Србије (2010/11, 2012/13, 2013/14).

### Репрезентативна каријера
Околић је прошао практично све млађе категорије српске репрезентације. Са кадетима је био европски (2011) и свјетски првак (2011), док је за сениорски тим дебитовао у припремној утакмици против Словеније, маја 2014.
Није га било на Свјетском првенству 2014. али је, по доласку Николе Грбића на мјесто селектора, постао стандардни првотимац. Освајач је сребрне медаље у Свјетској лиги 2015. Одличним сервисима у финишу петог сета полуфиналне утакмице (против САД) дао је велики допринос проласку у финале. Са репрезентацијом је освојио златну медаљу у Паризу на Европском првенству 2019. године победом у финалу против Словеније са 3:1.